# Come Clean (альбом Puddle of Mudd)
Come Clean — дебютный студийный альбом американской рок-группы Puddle of Mudd, вышедший 28 августа 2001 года. Некоторые треки были перезаписаны с двух предыдущих релизов Stuck и Abrasive. За первую неделю было продано более чем 100 000 копий. В США альбом продан в количестве 5 миллионов копий. По версии Американской ассоциации звукозаписывающих компаний Come Clean был сертифицирован как 3-кратно платиновый в 2003 году. Диск дебютировал на 9-м месте в американском чарте Billboard 200.

## Критический прием
| Оценки критиков      | Оценки критиков |
| Источник             | Оценка          |
| -------------------- | --------------- |
| AllMusic             | [ 6 ]           |
| Entertainment Weekly | C               |
| NME                  | 5/10            |
| Rolling Stone        | [ 9 ]           |
| Ultimate Guitar      | 8.3/10          |

В целом Come Clean получил смешанные отзывы от критиков. Брет Лав из AllMusic оценил альбом в два с половиной звёзд из пяти и сказал: «в конце концов это не ужасный дебютный альбом, но он не приносит оригинальных идей в сторону ню-рока». Rolling Stone, аналогично AllMusic, оценил альбом в два с половиной из пяти звёзд. В качестве альтернативы, Стефани Дикинсон из PopMatters высоко оценила Come Clean и назвала его «альбомом года».

## Список композиций
Слова и музыка всех песен — написаны Уэсом Скантлином, кроме отмеченных.
| №                   | Название            | Автор(ы)                           | Длительность |
| ------------------- | ------------------- | ---------------------------------- | ------------ |
| 1.                  | «Control»           | Скантлин, Брэдли Стюарт            | 3:50         |
| 2.                  | «Drift & Die»       | Скантлин, Джимми Аллен             | 4:25         |
| 3.                  | «Out of My Head»    |                                    | 3:43         |
| 4.                  | «Nobody Told Me»    |                                    | 5:21         |
| 5.                  | «Blurry»            | Скантлин, Дуг Ардито, Джимми Аллен | 5:04         |
| 6.                  | «She Hates Me»      | Скантлин, Аллен                    | 3:36         |
| 7.                  | «Bring Me Down»     |                                    | 4:02         |
| 8.                  | «Never Change»      |                                    | 3:58         |
| 9.                  | «Basement»          |                                    | 4:21         |
| 10.                 | «Said»              |                                    | 4:08         |
| 11.                 | «Piss It All Away»  |                                    | 5:38         |
| Общая длительность: | Общая длительность: | Общая длительность:                | 48:06        |

| №   | Название             | Длительность |
| --- | -------------------- | ------------ |
| 12. | «Abrasive»           | 3:14         |
| 13. | «Control (acoustic)» | 4:07         |

## Участники записи
- Puddle of Mudd
  - Уэс Скантлин — вокал, ритм-гитара
  - Пол Филлипс[англ.] — соло-гитара
  - Дуг Ардито[англ.] — бас-гитара
  - Джош Фриз — барабаны
- Дополнительный персонал
  - Джон Курцвег[англ.] — продюсер
  - Джордан Шур[англ.] — исполнительный продюсер
  - Фред Дёрст — исполнительный продюсер, A&R
  - Энди Уоллес[англ.] — сведение
  - Стив Твиггер — струнные аранжировки
  - Кейт Шермерхорн — фотография

## Чарты и сертификации
| Чарт (2001—2002)                    | Высшая позиция |
| ----------------------------------- | -------------- |
| Австралия (ARIA)                    | 23             |
| Австрия (Ö3 Austria)                | 8              |
| Бельгия/Фландрия (Ultratop)         | 26             |
| Нидерланды (Album Top 100)          | 53             |
| Финляндия (Suomen virallinen lista) | 27             |
| Франция (SNEP)                      | 82             |
| Германия (Offizielle Top 100)       | 10             |
| Италия (Classifica album)           | 26             |
| Новая Зеландия (RMNZ)               | 10             |
| Швеция (Sverigetopplistan)          | 52             |
| Швейцария (Schweizer Hitparade)     | 26             |
| Великобритания (UK Albums Chart)    | 12             |
| США (Billboard 200)                 | 9              |

| Регион                                                      | Сертификация  | Продажи    |
| ----------------------------------------------------------- | ------------- | ---------- |
| Австралия (ARIA)                                            | Золотой       | 35 000^    |
| Канада (Music Canada)                                       | Платиновый    | 100 000^   |
| Германия (BVMI)                                             | Золотой       | 150 000^   |
| Новая Зеландия (RMNZ)                                       | Золотой       | 7500^      |
| Швейцария (IFPI Switzerland)                                | Золотой       | 20 000^    |
| Великобритания (BPI)                                        | Платиновый    | 300 000^   |
| США (RIAA)                                                  | 3× Платиновый | 3 000 000^ |
| ^ Данные о тиражах приведены только на основе сертификации. |               |            |